# Кјоко Курода
Кјоко Курода (јап. 黒田 今日子; 8. мај 1969) бивша је јапанска фудбалерка.

## Репрезентација
За репрезентацију Јапана дебитовала је 1989. године. Са репрезентацијом Јапана наступала је на Светском првенству (1991). За тај тим одиграла је 21 утакмица и постигла је 7 голова.

## Статистика
| Јапан  | Јапан | Јапан |
| Год.   | Ута.  | Гол.  |
| ------ | ----- | ----- |
| 1989   | 4     | 6     |
| 1990   | 2     | 1     |
| 1991   | 11    | 0     |
| 1992   | 0     | 0     |
| 1993   | 0     | 0     |
| 1994   | 4     | 0     |
| Укупно | 21    | 7     |